# Friends of Dean Martinez
Friends of Dean Martinez ist eine US-amerikanische Band aus Tucson, Arizona, gegründet von Bill Elm, Joey Burns und John Convertino. Es besteht sowohl historisch personell als auch musikalisch eine Verwandtschaft zur bekannteren Band Calexico, da Joey Burns und John Convertino nach dem ersten Album Friends of Dean Martinez verließen und sich dann auf Calexico konzentrierten, allerdings ist die Musik von Friends of Dean Martinez im Gegensatz zu der von Calexico ausschließlich instrumental.

## Bandgeschichte
Joey Burns und John Convertino waren Mitglieder der Gruppe Giant Sand, während Bill Elm von Naked Prey kam. Ursprünglich hieß die Band „Friends of Dean Martin“; nachdem das Management Dean Martins aber eine Klage angedroht hatte, entschloss sich die Gruppe, den Namen abzuändern. Nach dem Weggang von Burns und Convertino verfestigte sich der Sound zu dem nun durchgängigen, oft als Wüstenrock bezeichneten Stil, der mit der prägenden Steel Guitar Bill Elms gelegentlich an Soundtracks erinnert und bei einigen Titeln auch Assoziationen zum Werk Ennio Morricones hervorruft. Instrumente wie Vibraphon, Orgel oder auch ein Streichquartett ergänzten gelegentlich den Sound, den Kern bildet jedoch die Kombination Steelguitar, E-Gitarre und Schlagzeug. Dies (mit gelegentlichen Keyboardeinsätzen von Elm) ist die Instrumentierung, mit der Friends of Dean Martinez auf Konzerten zu sehen sind und auch so auf den Live-Alben erscheint. Die meisten Titel auf den Alben sind Eigenkompositionen, gelegentlich gibt es auch adaptierte Coverversionen amerikanischer Klassiker von Henry Mancini, George Gershwin und anderen.

## Diskografie
| Titel                    | Jahr | Label            |
| ------------------------ | ---- | ---------------- |
| The Shadow of Your Smile | 1995 | Sub Pop          |
| Retrograde               | 1997 | Sub Pop          |
| Atardecer                | 1998 | Knitting Factory |
| A Place in the Sun       | 2000 | Knitting Factory |
| Wichita Lineman          | 2001 | Glitterhouse     |
| Live at Club 2           | 2001 | Glitterhouse     |
| Under the Waves          | 2003 | Glitterhouse     |
| Random Harvest           | 2004 | Glitterhouse     |
| Lost Horizon             | 2005 | Aero             |

In den USA erschien eine Compilation von Wichita Lineman und Live at Club 2 unter dem Namen On the Shore.
Später erschien Live at Club 2 als neue Edition mit einem Bonusalbum, Live in Berlin, einem offiziellen Bootleg.